# Wunderwelt Wissen (Fernsehsendung)
Wunderwelt Wissen ist ein Infotainment-Magazin des Fernsehsenders ProSieben. Die Sendung wurde von 2005 bis 2007 sonntags um 19:10 Uhr in Deutschland auf ProSieben und in Österreich auf ProSieben Austria ausgestrahlt. In Österreich war Wunderwelt Wissen die meistgesehene Infotainment-Sendung in allen KaSat-Haushalten.
Wunderwelt Wissen wurde moderiert von Robert Biegert und produziert von Story House Productions, die auch die Sendung Galileo Mystery produzierten und für das ZDF, History, den Discovery Channel und den National Geographic Channel Dokumentationen und Beiträge erstellen.
Das Vorgängermagazin Welt der Wunder ging am 10. März 1996 auf Sendung und wurde dann fast acht Jahre lang von Hendrik Hey moderiert. Anfang 2005 wechselte die Produktionsgesellschaft Welt der Wunder GmbH nach einem Streit um diverse Lizenzen und ging zu RTL II.
Im November 2007 gab ProSieben bekannt, dass die Sendung zum Jahresende abgesetzt wird. Stattdessen wird seitdem eine Sonntagsausgabe von Galileo gesendet.
Im Rahmen der Programmpräsentation des Senders Sat.1 Gold, gab die ProSiebenSat.1 Media AG bekannt, dass Wunderwelt Wissen ab 2013 einen Sendeplatz auf Sat.1 Gold erhalten wird. Seitdem wurde das Format von Christian Mürau moderiert, welcher zuvor seine Sendung Abenteuer Leben auf kabel eins an Andreas Türck übergeben hatte. Ab 6. April 2017 wird die Sendung donnerstags um 23:05 Uhr von Thomas Ohrner moderiert.

## Als Printausgabe
Eine gleichnamige Zeitschrift wurde erstmals am 20. Mai 2005 von Hubert Burda Media herausgegeben. Das Exemplar umfasste 100 Seiten und kostete 3 Euro. Das Magazin wurde zunächst nicht weiter fortgeführt.
Ab dem 24. März 2007 erschien Wunderwelt Wissen erneut, herausgegeben von Gruner + Jahr. Die Zeitschrift erschien quartalsweise, ab Mai 2009 zweimonatlich und ab August 2010 monatlich. Die verkaufte Auflage betrug im zweiten Quartal 2009 143.222 Exemplare und sank anschließend auf 35.698 Exemplare im ersten Quartal 2018.
Inhalte der Zeitschrift waren hauptsächlich Geschichte, Mensch, Technik und Natur. Zudem gab es Anleitungen für Experimente.